# مردمان سیوسلاو
مردم سیوسلاو، بومیان منطقهٔ شمال غربی اقیانوس آرام هستند. نامی خودشان بیان می‌کنند، «شا ' یوشتل ' ا» است.
امروزه، مردم سیوسلاو به عنوان اعضای دو گروه شناخته می‌شوند: قبایل متحد سرخپوستان سیلتز و قبایل متحد کوس، اومپکوا پایین و سیوسلاو، که در جنوب غربی اورگن، در ساحل اقیانوس آرام واقع شده‌اند.

## قلمرو
از نظر تاریخی، سیوسلاوها در امتداد رودخانه سیوسلاو در غرب اورگن زندگی می‌کرده‌اند. آنها در دهه ۱۸۸۰ دارای ۳۴ روستای شناخته شده، بوده‌اند.

## زبان
زبان سیوسلاوها نزدیک به زبان اومپکوای پایین (یا Kuitsh) است و هر دو گروه به لهجه‌های زبان سیوسلاو، یک زبان پنوتیایی در ساحلی اورگان صحبت می‌کردند. ام اکنون زبان سیوسلاو منقرض شده است.

## تاریخچه

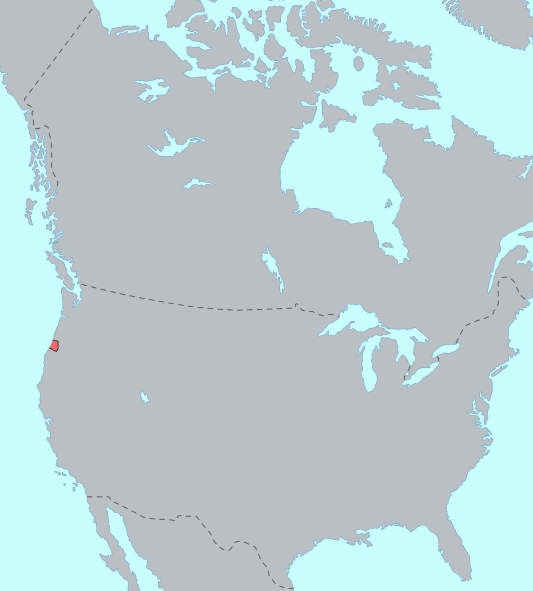
قلمرو تاریخی مردم سوئیسلاو

مردم سیوسلاو قرن‌ها در روستاهای خود در امتداد رودخانه سیوسلاو زندگی می‌کردند تا اینکه در سال ۱۸۶۰، به زور به یک منطقه حفاظت‌شده سرخپوستی در یچتس، اورگان منتقل شدند.
مردم سیوسلاو، کوس و اومپکوا پایین، پیمان امپایر سال ۱۸۵۵ را امضا کرده بودند؛ با این حال، ایالات متحده این پیمان را تصویب نکرد و تا سال ۱۹۱۶ آن را گم کرد. در سال ۱۹۱۸، اعضای این سه قبیله که در قبایل متحد سیلتز ثبت نام نکرده بودند، از دولت فدرال ایالات متحده در دادگاه مطالبات ایالات متحده برای به رسمیت شناختن فدرال شکایت کردند. پس از دو دهه، در سال ۱۹۳۸، دادگاه علیه قبایل رای داد. آنها در سال‌های ۱۹۵۱ و ۱۹۵۲ شکایاتی را به کمیسیون مطالبات سرخپوستان ارائه کردند، اما رد شدند. با وجود عدم کسب به رسمیت شناختن، این قبایل در قانون سال ۱۹۵۴ که به رسمیت شناختن بیش از ۶۱ قبیله در اورگان را لغو کرد و در سال ۱۹۶۶ اجرایی شد، گنجانده شدند. در سال ۱۹۸۴، کنگره ایالات متحده قبایل متحد کوس، اومپکوا پایین و سیوسلاو را از طریق قانون به رسمیت شناخت.

## در ادامه مطلب
- لئو جی. فراختنبرگ، «سیوسلاو» در فرانتس بواس، ویرایش. کتابچه راهنمای زبان‌های سرخپوستان آمریکایی، قسمت ۲. واشینگتن، دی سی: دفتر چاپ دولت ایالات متحده، 1922; pp. ۴۳۱–۶۳۰.